# Holiday City

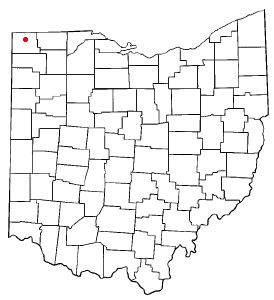
Holiday City na planie stanu Ohio

Holiday City – wieś w USA, w stanie Ohio, w hrabstwie Williams.
Liczba mieszkańców w 2010 roku wynosiła 52, a w roku 2012 wynosiła 52.